# Verhoeffiella
Genre
Verhoeffiella est un genre de collemboles de la famille des Orchesellidae.

## Liste des espèces
Selon Checklist of the Collembola of the World (version du 23 août 2019) :
- Verhoeffiella absoloni Kseneman, 1938
- Verhoeffiella anagastumensis (Lucic, 2008)
- Verhoeffiella cavicola Absolon, 1900
- Verhoeffiella constantinellus (Curcic & Lucic, 2007)
- Verhoeffiella constantius (Curcic & Lucic, 2007)
- Verhoeffiella dallaii (Nosek & Paoletti, MG, 1985)
- Verhoeffiella gamae (Lukic, Porco, Bedos & Deharveng, 2015)
- Verhoeffiella hispanicus (Bonet, 1931)
- Verhoeffiella longicornis (Absolon, 1900)
- Verhoeffiella margusi Lucic a Deharveng, 2018
- Verhoeffiella media Loksa & Bogojevic, 1967
- Verhoeffiella milosi Lucic a Deharveng, 2018
- Verhoeffiella polychaetosa Lucic a Deharveng, 2018
- Verhoeffiella verdemontana Lucic a Deharveng, 2018

## Publication originale
- Absolon, 1900  : Über zwei neue Collembolen aus den Höhlen des österreichischen Occupationsgebietes. Zoologischer Anzeiger, vol. 23, p. 427-431 (texte intégral).